# Caucasiozetes sungai
Caucasiozetes sungai är en kvalsterart som beskrevs av Sandór Mahunka 1997. Caucasiozetes sungai ingår i släktet Caucasiozetes och familjen Microzetidae. Inga underarter finns listade i Catalogue of Life.